# The Forminx
The Forminx (Форминкс) — греческая рок-группа, существовавшая в первой половине 1960-х годов. Группа играла бит-музыку в стиле ранних Beatles и Shadows. Большинство текстов написаны на английском языке.

## История
Самым знаменитым участником The Forminx был Вангелис Папатанассиу, игравший на органе Хаммонда. Он же был основным композитором группы. При этом иногда он выступал и сольно, например, в греческой Школе изящных искусств в Афинах Вангелис дал своё первое публичное выступление на специальной радиопередаче «H Messimvrini kai ta astra» в 1964 году. Он играл на вибрафоне с отредактированной версией песни «L 'ecole est fini». Другими постоянными участниками группы были Василис Бакопулос — гитара, Арнис Сотирис — бас, Костас Скокос — барабаны и Тимиос Петру - гитара, вокал, позднее к ним присоединился эстрадный певец Тассос Папастаматис. Изначально все участники ансамбля были школьниками. Вангелис считался большой звездой. Во время создания ансамбля Вангелис был первым человеком в Греции, у которого был орган Хаммонда. Он часто корректировал настройки, чтобы получить странные звуки, как он делал до этого в молодости с пианино. The Forminx быстро стали одной из самых известных групп в Греции. Греческая молодёжь воспринимала их в качестве национальных «битлов».

### Первые годы
До Форминкс у Вангелиса были другие малоизвестные проекты. В подростковом возрасте Вангелис присоединяется к школьной группе, исполнявшей зарубежную поп- и рок-музыку, для того чтобы играть свой собственный материал. Официально датой рождения считается 1962 год — город Афины. Их имя — перевод с латыни слова «φόρμιγξ», это древнегреческий струнный щипковый инструмент, считается древнейшим из семейства греческих лирообразных. При этом состав менялся не только качественно, но и количественно. Изначально группа позиционировалась как школьный оркестр с 8 участниками. В то время как таковых музыкальных рок-коллективов в Греции не было, были только танцевальные оркестры. Сменив несколько названий к середине 60-х группа стала называться «The Forminx» и дала в апреле 1964 года большой концерт в Салониках (Северная Греция) в Театре Общества македонских исследований, где публика их очень тепло встретила. В 1965 году музыканты выпускают сингл «Jeronimo Yanka», продажи которого составили около 100 тысяч экземпляров. Песня стала «золотой» всего за неделю.
Несмотря на свою популярность, The Forminx считали себя в первую очередь любительской и развлекательной группой активных в музыкальном плане подростков. Они выступали на вечеринках и мероприятиях исключительно ради удовольствия, и не получали больших денег за свои концерты. Чтобы заработать деньги, они иногда давали небольшие концерты в отеле Hilton. Именно энтузиазм группы заставлял их двигаться.
Песни были в основном записаны как композиции Вангелиса с несколькими номерами, написанными другими членами коллектива группы и даже сессионными участниками. Лирика была в основном на английском языке, что помогало отделить их от других греческих исполнителей. В творческом плане в основном применялся один из двух стилей: полуинструментальные песни с простыми, но запоминающимися мелодиями или медленные баллады, исполняемые эстрадным певцом Тассосом Папастаматисом. К сожалению, его английский язык был испорчен тяжёлым средиземноморским акцентом.

### Успех и распад
Успех группы был таким значительным, что в конце 1965 года в Салониках начал сниматься документальный фильм о жизни Форминкса. Первым продюсером фильма был Тео Ангелопулос, в то время дебютировавший в кинематографе. Одной из целей фильма было продвижение The Forminx за пределами Греции и помощь в организации международного тура, но из-за творческих разногласий фильм так и не был закончен. Некоторые фанаты и историки пытались связаться с Тео, чтобы узнать о судьбе фильма, на что тот отвечал, что «печать потеряна и вряд ли будет найдена. Возможно, у Никоса Масторакиса есть копия».
Первый крупный концерт был дан в Центральном театре в Афинах, и отрывки из него превратились в десятиминутный фильм, который в течение некоторого времени показывали в кинотеатрах. После большого успеха с песней «Jeronimo Yanka» (песня основана на финском танце) группу покидает один из лучших гитаристов Греции того времени Тимиос Петру. Он уходит в другую греческую рок-группу The Stormies. В сентябре 1965 года группа вернулась в Салоники, где провела концерт во Дворце спорта перед 8000 зрителей.
Группа Forminx была распущена на пике популярности весной 1966 года. За этот короткий промежуток времени были выпущены одиннадцать 45-скоростных дисков. В общей сложности группа оставила 22 песни, музыку к большинству из которых написал Вангелис. Песня «Jeronimo Yanka» стала причиной их появления в журналах American Box и Billboard.
После роспуска группы её участники продолжили свой творческий путь в разных направлениях. Через два года после распада Вангелис Папатанассис собрал группу «Афродитс Чайлд» с Демисосом Руссосом. Затем последовали успешные сольные проекты Демиса Руссоса и Вангелиса. Тасос Папастаматис также начал сольную карьеру в качестве певца на круизных судах, гостиницах и казино, а также на греческом телевидении. Василис Бакопулос работал инженером-химиком в промышленности Греции и Бельгии. В 2009 году он окончил факультет музыкальных исследований в Университете Аристотеля в Салониках. Костас Скокос стал озвучивать рекламные ролики, фильмы и видеоигры.
В июле 2010 года, в возрасте 72 лет, Тасос Папастаматис, также известный как «Фрэнк Синатра из Греции», скончался.

## Музыкальное наследие
В 1976 году, спустя почти десять лет после их роспуска, они выпустили свой альбом состоявший из выпущенных ранее синглов. Этот уникальный альбом «The Forminx» содержит почти весь материал, который они сделали на маленьких дисках в 60-х годах.
В 2005 году MBI выпустила 10-дюймовый винил с ограниченным тиражом в 1000 экземпляров, в который вошли десять песен из альбома «The Forminx», за выпуск отвечал Makis DeLoporta. В 2007—2009 годах греческая музыкальная компания Music Box переиздала 5 синглов в формате cd с дополнительными песнями группы The Forminx. Звук в этих версиях был оцифрован в попытке улучшить качество звука. В 2009 году греческая музыкальная компания Music Box выпустила коллекцию всех песен группы The Forminx.

### The Forminx и кинематограф
Группа и её творчество в 1960-х годах активно представлено в греческом кинематографе, о чём свидетельствуют персональные страницы коллектива на крупнейших киносайтах Интернета.
При жизни группа участвовала в создании трёх фильмов:
- O Thodoros kai to dikano (1962) — Из-за своего успеха The Forminx попросили выступить в фильме «Теодор и двуствольный ружье» (по-гречески «Ο Θοδωρος και το Δικανο».) Этот фильм был снят Димосом Димпулосом и вышел в 1962 году. Когда одна из героинь идет в бар, там играет группа The Forminx. Это первый раз, когда Вангелис без бороды появляется на экране. В Греции этот фильм выходил на DVD. При этом важность ансамбля для фильма подтверждается не только его участием, но и тем что группа упомянута в начальных титрах.[2]
- O adelfos mou… o trohonomos (1963) — режиссёр Филиппос Фулактос и
- Peripeteies me tous Forminx (1965) — Другие варианты названия «The Forminx Story» и «Troubles». Фильм начал сниматься в конце 1965 года в Салониках, как документальный о жизни группы. Первым продюсером был Тео Ангелопулос, для которого этот проект был дебютным. Однако после начала съёмки Тео отказался от фильма из-за разногласий с музыкантами, и его заменил Костас Лихнарас. Однако фильм так и не был закончен и, таким образом, никогда не был выпущен[5], тем не менее на сайте Radio Gold в списке лучших греческих песен и ансамблей песни из этого фильма были выложены[9].

После распада группы её музыкальные композиции использовались в саундтреке фильма Mavro gala (1999) — режиссёр Николас Триандафиллидис.

### Дискография
Singles
- 1964: Ah! Say Yeah/Elephant Twist
- 1964: Jeronimo Yanka/Dream In My Heart
- 1964: Jenka Beat/A Hard Night’s Day
- 1964: Jenka Beat/Geronimo Yanka (in Großbritannien)
- 1965: Say You Love Me/Somebody Sent Me Love
- 1965: School Is Over/Greek Holidays
- 1965: Il Peperone/A Precious White Rose
- 1965: Our Last September/And May Be More
- 1965: Mandjourana’s Shake/Hello My Love, Salonika
- 1965: Love Without Love/Until the End

EPs
- 1978: It’s Christmas Time Again/White Christmas/Jingle Bells/The Sound of Music

Альбом
- 1975: The Forminx

Современные переиздания
- The Forminx Pan Vox CD 16171 — 1998 Music Box International S.A. — Greece.
- The Formidable Forminx 10765 Radio Gold 1999 Music Box International SA — Греция.
- The Forminx MBI 3301273481 — 2009 Music Box International — Греция.

После переиздания 5 синглов в формате CD в 2007 году Music Box выпустила новый компиляционный компакт-диск с новыми аудио-треками с цифровой обработкой. Компакт-диск упакован в книгу, иллюстрирующую некоторые выдержки из хорошо известных публикаций музыкальных журналов с 1960-х годов, которые известны тем, что освещают новости и фотографии группы во время их короткого всплеска славы.
В 2007 году греческий музыкальный лейбл Music Box переиздал 5 синглов на CD, с дополнительными треками из каталога песен Forminx. Звук этих релизов существенно отличается от предыдущих выпусков CD-дисков MusicBox, поскольку цифровое восстановление было выполнено в попытке улучшить точность воспроизведения:
- Jeronimo Yanka Musix Box International 0507 — Greece
- Jenka Beat Musix Box International 0508 — Greece
- Love without Love Musix Box International 0509 — Greece
- Our last September Music Box International 0510
- Il Peperone Musix Box International 0511 — Greece